# 東広島市立東西条小学校
東広島市立東西条小学校（ひがしひろしましりつ ひがしさいじょうしょうがっこう）は、広島県東広島市西条吉行東一丁目にある市立小学校。

## 概要
東広島市の中央部にある。校区は工業団地が建設されるなど、都市化の傾向にある。

## 沿革
- 1977年4月 - 西条小学校から分離して市内17番目の小学校として設立
- 1978年6月 - プール完成
- 1979年3月 - 体育館完成。運動場夜間照明設置
- 2002年2月 - 体育館大規模改修工事
- 2009年8月 - 給食室閉鎖、学校給食センター給食配送開始

## 校歌
作詞 貫目正貴
作曲 中島秀信

## 通学区域
- 東広島市
  - 西条上市町の一部
  - 西条大坪町の一部
  - 西条末広町
  - 西条町土与丸
  - 西条町吉行
  - 西条町西条の一部
  - 西条町助実の一部
  - 西条土与丸一丁目、二丁目、三丁目、四丁目、五丁目、六丁目
  - 西条吉行東一丁目、二丁目の1番から2番

## 進学先中学校
- 東広島市立松賀中学校
- 東広島市立西条中学校

## 周辺
- 吉行工業団地